# Elizabeth McGovern
Elizabeth McGovern (Evanston, 18 de julho de 1961) é uma atriz estadunidense.
Sua primeira atuação no cinema foi em 1980, no premiado Ordinary People (br: Gente como a gente), dirigida por Robert Redford.
Em 1982 foi indicada ao Oscar na categoria de melhor atriz coadjuvante pela sua atuação no filme Ragtime (1981). No mesmo ano foi também indicada ao Globo de Ouro, pelo mesmo filme, como atriz jovem mais promissora do ano. É atualmente reconhecida por seu papel em Downton Abbey, premiada série do canal britânico ITV.

## Filmografia (parcial)
- 1980 - Ordinary People, dirigido por Robert Redford
- 1981 - Ragtime, dirigido por Milos Forman
- 1983 - Lovesick, dirigido por Marshall Brickman
- 1984 - Once Upon a Time in America, dirigido por Sergio Leone
- 1984 - Racing with the Moon, dirigido por Richard Benjamin
- 1988 - She's Having a Baby, dirigido por John Hughes
- 1989 - Johnny Handsome, dirigido por Walter Hill
- 1990 - The Handmaid's Tale, dirigido por Volker Schlöndorff
- 1990 - Tune in Tomorrow..., dirigido por Jon Amiel
- 1993 - King of the Hill, dirigido por Steven Soderbergh
- 1994 - The Favor, dirigido por Donald Petrie
- 1995 - Wings of Courage, dirigido por Jean-Jacques Annaud
- 1997 - The Wings of the Dove, dirigido por Iain Softley
- 1998 - The Man with Rain in His Shoes, dirigido por María Ripoll
- 2000 - Manila, dirigido por Romuald Karmakar
- 2000 - The House of Mirth, dirigido por Terence Davies
- 2001 - Buffalo Soldiers, dirigido por Gregor Jordan
- 2008 - Inconceivable, dirigido por Mary McGuckian
- 2010 - Kick-Ass, dirigido por Matthew Vaughn
- 2010 - Clash of the Titans, dirigido por Louis Leterrier

## Séries
- 2010 a 2015 - Downton Abbey